# Monteagudo (Bolívia)

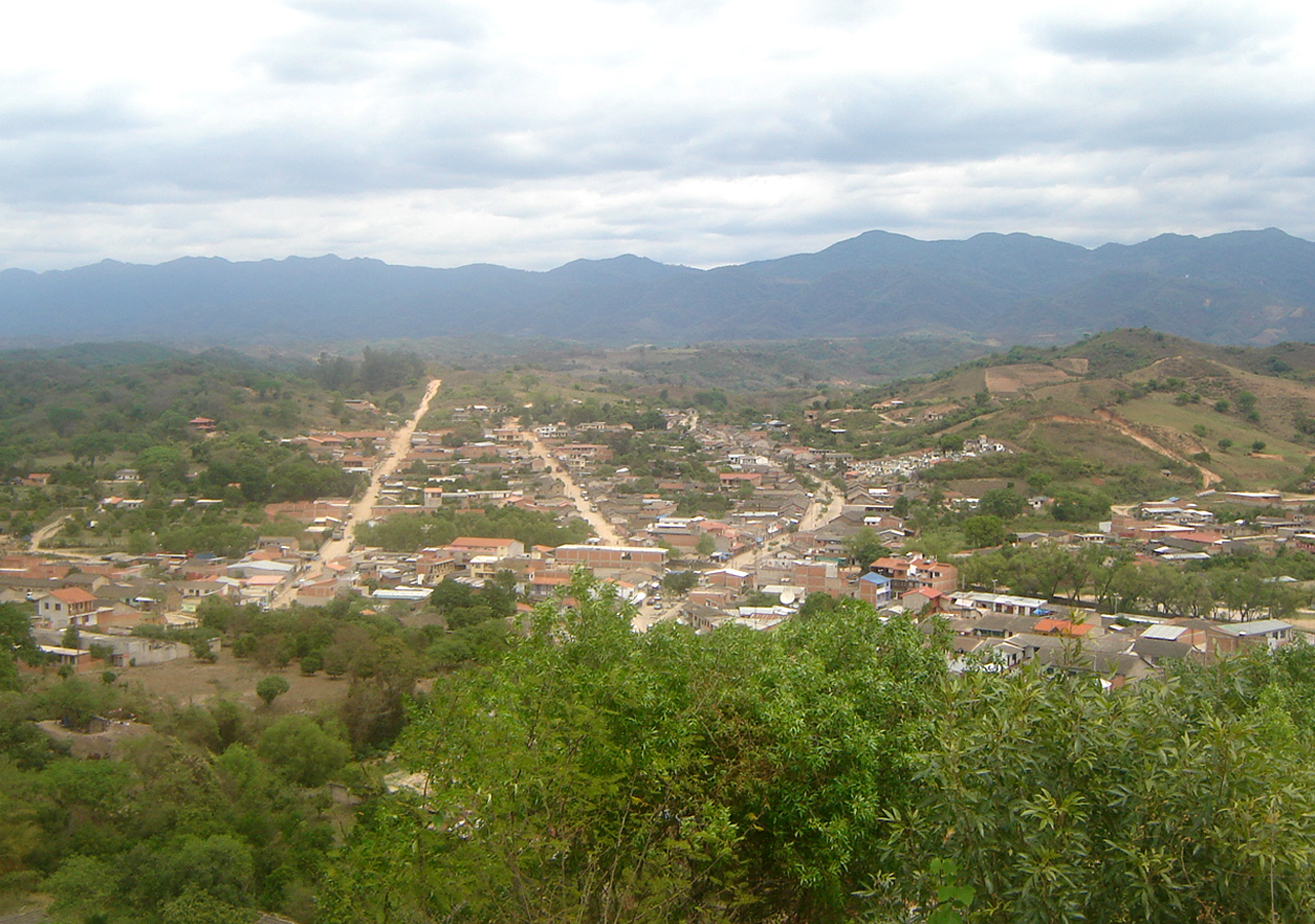
Cidade de Monteagudo

Monteagudo é uma pequena cidade no sudeste da Bolívia. Seu nome é uma homenagem a Bernardo de Monteagudo Cáceres (1789-1825), que participou na Revolução de Chuquisaca, em 25 de maio de 1809.